# Johanna Weber (Sexarbeiterin)
Johanna Weber (* 1968, bürgerlich: Verena Johannsen) ist eine deutsche Sexarbeiterin sowie Mitbegründerin und politische Sprecherin des Berufsverbands erotische und sexuelle Dienstleistungen (BesD). Aufgrund ihres politischen Engagements für Prostitution wird sie nicht nur in den Medien als die „Cheflobbyistin“ der deutschen Hurenbewegung bezeichnet, sondern geriet dabei auch in die Kritik von abolitionistischen Prostitutionsgegnern, wie etwa Alice Schwarzer, die sich für eine Ächtung von Prostitution und eine Einführung des Sexkaufverbots nach Schwedischem Modell (auch Nordisches Modell genannt) in Deutschland ausgesprochen haben.

## Leben
Mit Prostitution kam Weber das erste Mal während ihres Studiums der Pädagogik und Slawistik in Berührung, als sie in Hamburger Wohnungsbordellen „einen interessanten Nebenjob“ fand. In die Sexarbeit kehrte sie dann 2009 auch nach einer Tätigkeit „als Führungskraft in der Marketingabteilung eines großen Konzerns“ als „berührbare Domina, die Erotik und SM vereint“ zurück und war seitdem in unterschiedlichen Bordellen und auch als Escort in Deutschland und der Schweiz tätig. Weber selbst bezeichnet sich als Bizarrlady und teilt sich in Berlin mit anderen Sexarbeitenden ein Studio, dessen Mitbegründerin sie ist. Im Rahmen von Coachings gibt sie ihr Wissen an andere Sexarbeitende weiter und bietet Backstage-Führungen durch das Studio an.

## BesD
Während der Fachtagung zur Prostitutionspolitik des Bündnisses der Fachberatungsstellen für Sexarbeiterinnen und Sexarbeiter (bufaS e. V.) im Jahr 2012 in Bochum sah Weber die Chance zur Gründung eines Berufsverbandes eigens für Sexarbeitende in Deutschland. Aus dieser Idee entstand dann 2013 der Berufsverband erotische und sexuelle Dienstleistungen (BesD).

## Politische Arbeit und Mitgliedschaften
Weber war Mitverfasserin der Streitschrift Appell FÜR Prostitution für die Stärkung der Rechte und für die Verbesserung der Lebens- und Arbeitsbedingungen von Menschen in der Sexarbeit in Erwiderung zum Appell gegen Prostitution von Alice Schwarzer und positionierte sich gegen deren Befürwortung des Schwedischen Modells für Deutschland.
Weber war Teilnehmerin diverser Runder Tische zum Thema „Sexarbeit“.
Bereits vor ihrer Tätigkeit für den BesD war Weber Mitglied bei Verdi und sie gehört dem Beirat des Bündnisses der Fachberatungsstellen für Sexarbeiterinnen und Sexarbeiter (bufas e. V.) an.

## Standpunkte

### Sexarbeit statt Prostitution
Weber lehnt den Oberbegriff „Prostitution“ ab, denn „der trägt überhaupt nicht dazu bei, unsere Arbeit positiver zu bewerten und zu normalisieren.“

### Nein zum Sexkaufverbot
Ein Kernpunkt ihrer politischen Arbeit betrifft die Entstigmatisierung von Sexarbeit und ihr Eintreten gegen ein faktisches Sexkaufverbot in Deutschland im Rahmen des „Nordischen Modells“.

## Artikel (Auswahl)
- Sozialministerin will Prostituierte mit Freierbestrafung retten. In: HuffPost vom 12. Oktober 2015 (Memento im Internet Archive vom 9. August 2021).

- Von Zwangspolitikern und der Registrierungspflicht für Sexarbeiter*innen. In: Menschenhandel Heute vom 4. September 2014 (abgerufen am 9. August 2021).